# Хайнрих X фон Гера-Шлайц
Хайнрих X фон Гера-Шлайц „Млади“ (на немски: Heinrich X von Gera-Schleiz 'der Jüngere'; * 11 октомври 1415; † между 27 януари 1451 и 14 февруари 1452 в Прага) от „младата линия“ на род Ройс е господар на Гера и Шлайц (1425 – 1451/1452), от 1446 г. таен съветник на Курфюрство Саксония.
Той е най-малкият син (от 6 деца) на фогт Хайнрих VII фон Гера (1341 – 1420) и втората му съпруга графиня Лутруда фон Хонщайн († 1446), дъщеря на граф Дитрих VI фон Хонщайн-Херинген († 1393) и Лутруд фон Мансфелд-Кверфурт († сл. 1394). Брат е на Хайнрих VIII „Стари“ фон Гера (1404 – 1426, битката при Аусиг), господар на Гера, Бургк и Райхенфелс (1420 – 1426), и Хайнрих IX „Средни“ фон Гера (1406 – 1482), господар на Гера, Лобенщайн, Заалбур и Нордхалбен (1426 – 1482).
Хайнрих X получава при подялбата на страната през 1425 г. господството Гера, без Лангенберг и Тинц, и една част от господството Шлайц с двореца и града. През 1446 г. той става таен съветник на Курфюрство Саксония. През 1448 г. той купува замък Роксбург.
Той умира между 27 януари 1451 и 14 февруари в бохемски плен в Прага.

## Фамилия
Хайнрих X фон Гера-Шлайц се жени между 1 декември 1439 г. и 23 юни 1440 г. за графиня Анна фон Хенеберг-Рьомхилд-Ашах (* 1424, † сл. 16 септември 1467), дъщеря на граф Георг I фон Хенеберг-Рьомхилд-Ашах († 1465) и Йохана фон Насау-Вайлбург и Саарбрюкен († 1481). Те имат децата:
- Маргарета фон Гера (* ок. 1440; † 1496/1497), омъжена 1462 г. за граф Ернст IV фон Хонщайн-Клетенберг (* ок. 1440; † 1508)
- Илза фон Гера (1452 – 1456)
- Катарина фон Гера († сл. 1454
- Анна фон Гера († сл. 1454
- Хайнрих фон Гера († сл. 9 август 1456)